# Eleições legislativas portuguesas de 1979 no distrito de Santarém
| Eleições legislativas portuguesas de 1979 Distritos: Aveiro \| Beja \| Braga \| Bragança \| Castelo Branco \| Coimbra \| Évora \| Faro \| Guarda \| Leiria \| Lisboa \| Portalegre \| Porto \| Santarém \| Setúbal \| Viana do Castelo \| Vila Real \| Viseu \| Açores \| Madeira \| Estrangeiro |

## Resultados por Concelho
Os resultados nos concelhos do Distrito de Santarém foram os seguintes:

### Abrantes
| Partido                 | Partido                           | Votos  | %               | +/-   |
| ----------------------- | --------------------------------- | ------ | --------------- | ----- |
|                         | Aliança Democrática               | 10 616 | 35,19 / 100,00  | 10,62 |
|                         | Partido Socialista                | 8 676  | 28,76 / 100,00  | 18,79 |
|                         | Aliança Povo Unido                | 6 820  | 22,61 / 100,00  | 9,12  |
|                         | União Democrática Popular         | 1 254  | 4,16 / 100,00   | 1,37  |
|                         | Partido da Democracia Cristã      | 385    | 1,28 / 100,00   | 0,57  |
|                         | PCTP/MRPP                         | 368    | 1,22 / 100,00   | 0,38  |
|                         | Partido Socialista Revolucionário | 350    | 1,16 / 100,00   | 0,63  |
|                         | UEDS                              | 328    | 1,09 / 100,00   | Novo  |
|                         | Outros                            | 198    | 0,66 / 100,00   |       |
| Votos Inválidos         | Votos Inválidos                   | 1 174  | 3,89 / 100,00   | 2,53  |
| Total                   | Total                             | 30 169 | 100,00 / 100,00 |       |
| Eleitorado/Participação | Eleitorado/Participação           | 36 232 | 83,27 / 100,00  | 3,78  |

### Alcanena
| Partido                 | Partido                      | Votos  | %               | +/-  |
| ----------------------- | ---------------------------- | ------ | --------------- | ---- |
|                         | Aliança Democrática          | 4 019  | 43,29 / 100,00  | 4,73 |
|                         | Partido Socialista           | 2 854  | 30,74 / 100,00  | 7,22 |
|                         | Aliança Povo Unido           | 1 790  | 19,28 / 100,00  | 4,75 |
|                         | União Democrática Popular    | 110    | 1,18 / 100,00   | 0,15 |
|                         | Partido da Democracia Cristã | 107    | 1,15 / 100,00   | 0,64 |
|                         | Outros                       | 215    | 2,32 / 100,00   |      |
| Votos Inválidos         | Votos Inválidos              | 188    | 2,02 / 100,00   | 2,36 |
| Total                   | Total                        | 9 283  | 100,00 / 100,00 |      |
| Eleitorado/Participação | Eleitorado/Participação      | 10 415 | 89,13 / 100,00  | 2,58 |

### Almeirim
| Partido                 | Partido                           | Votos  | %               | +/-  |
| ----------------------- | --------------------------------- | ------ | --------------- | ---- |
|                         | Partido Socialista                | 4 775  | 34,77 / 100,00  | 9,21 |
|                         | Aliança Povo Unido                | 4 049  | 29,48 / 100,00  | 6,83 |
|                         | Aliança Democrática               | 3 899  | 28,39 / 100,00  | 5,25 |
|                         | Partido Socialista Revolucionário | 148    | 1,08 / 100,00   | 0,76 |
|                         | Outros                            | 468    | 3,42 / 100,00   |      |
| Votos Inválidos         | Votos Inválidos                   | 395    | 2,88 / 100,00   | 3,24 |
| Total                   | Total                             | 13 734 | 100,00 / 100,00 |      |
| Eleitorado/Participação | Eleitorado/Participação           | 15 364 | 89,39 / 100,00  | 0,11 |

### Alpiarça
| Partido                 | Partido                           | Votos | %               | +/-  |
| ----------------------- | --------------------------------- | ----- | --------------- | ---- |
|                         | Aliança Povo Unido                | 3 642 | 62,44 / 100,00  | 2,62 |
|                         | Aliança Democrática               | 1 036 | 17,76 / 100,00  | 7,18 |
|                         | Partido Socialista                | 679   | 11,64 / 100,00  | 8,06 |
|                         | União Democrática Popular         | 192   | 3,29 / 100,00   | 1,20 |
|                         | Partido Socialista Revolucionário | 66    | 1,13 / 100,00   | 0,89 |
|                         | Outros                            | 107   | 1,84 / 100,00   |      |
| Votos Inválidos         | Votos Inválidos                   | 111   | 1,91 / 100,00   | 2,36 |
| Total                   | Total                             | 5 833 | 100,00 / 100,00 |      |
| Eleitorado/Participação | Eleitorado/Participação           | 6 475 | 90,08 / 100,00  | 3,31 |

### Benavente
| Partido                 | Partido                           | Votos  | %               | +/-   |
| ----------------------- | --------------------------------- | ------ | --------------- | ----- |
|                         | Aliança Povo Unido                | 4 403  | 43,68 / 100,00  | 5,13  |
|                         | Partido Socialista                | 2 467  | 24,47 / 100,00  | 12,73 |
|                         | Aliança Democrática               | 2 311  | 22,92 / 100,00  | 7,67  |
|                         | União Democrática Popular         | 254    | 2,52 / 100,00   | 1,53  |
|                         | Partido Socialista Revolucionário | 117    | 1,16 / 100,00   | 0,81  |
|                         | PCTP/MRPP                         | 102    | 1,01 / 100,00   | 0,35  |
|                         | Outros                            | 194    | 1,92 / 100,00   |       |
| Votos Inválidos         | Votos Inválidos                   | 233    | 2,32 / 100,00   | 2,50  |
| Total                   | Total                             | 10 081 | 100,00 / 100,00 |       |
| Eleitorado/Participação | Eleitorado/Participação           | 11 535 | 87,39 / 100,00  | 0,64  |

### Cartaxo
| Partido                 | Partido                           | Votos  | %               | +/-  |
| ----------------------- | --------------------------------- | ------ | --------------- | ---- |
|                         | Partido Socialista                | 5 494  | 38,92 / 100,00  | 9,76 |
|                         | Aliança Democrática               | 3 627  | 25,69 / 100,00  | 5,36 |
|                         | Aliança Povo Unido                | 3 539  | 25,07 / 100,00  | 6,20 |
|                         | União Democrática Popular         | 328    | 2,32 / 100,00   | 0,89 |
|                         | PCTP/MRPP                         | 151    | 1,07 / 100,00   | 0,06 |
|                         | Partido Socialista Revolucionário | 143    | 1,01 / 100,00   | 0,59 |
|                         | Outros                            | 312    | 2,21 / 100,00   |      |
| Votos Inválidos         | Votos Inválidos                   | 523    | 3,70 / 100,00   | 2,59 |
| Total                   | Total                             | 14 117 | 100,00 / 100,00 |      |
| Eleitorado/Participação | Eleitorado/Participação           | 16 257 | 86,84 / 100,00  | 0,97 |

### Chamusca
| Partido                 | Partido                           | Votos  | %               | +/-  |
| ----------------------- | --------------------------------- | ------ | --------------- | ---- |
|                         | Aliança Povo Unido                | 3 027  | 34,60 / 100,00  | 9,52 |
|                         | Partido Socialista                | 2 775  | 31,72 / 100,00  | 9,66 |
|                         | Aliança Democrática               | 2 001  | 22,87 / 100,00  | 2,31 |
|                         | União Democrática Popular         | 188    | 2,15 / 100,00   | 0,82 |
|                         | Partido Socialista Revolucionário | 133    | 1,52 / 100,00   | 0,78 |
|                         | PCTP/MRPP                         | 97     | 1,11 / 100,00   | 0,41 |
|                         | Outros                            | 187    | 2,14 / 100,00   |      |
| Votos Inválidos         | Votos Inválidos                   | 340    | 3,88 / 100,00   | 2,11 |
| Total                   | Total                             | 8 748  | 100,00 / 100,00 |      |
| Eleitorado/Participação | Eleitorado/Participação           | 10 226 | 85,55 / 100,00  | 0,92 |

### Constância
| Partido                 | Partido                           | Votos | %               | +/-   |
| ----------------------- | --------------------------------- | ----- | --------------- | ----- |
|                         | Partido Socialista                | 882   | 37,20 / 100,00  | 18,39 |
|                         | Aliança Democrática               | 701   | 29,57 / 100,00  | 10,68 |
|                         | Aliança Povo Unido                | 483   | 20,37 / 100,00  | 9,41  |
|                         | União Democrática Popular         | 97    | 4,09 / 100,00   | 1,58  |
|                         | Partido da Democracia Cristã      | 30    | 1,27 / 100,00   | 0,75  |
|                         | Partido Socialista Revolucionário | 30    | 1,27 / 100,00   | 0,85  |
|                         | Outros                            | 54    | 2,28 / 100,00   |       |
| Votos Inválidos         | Votos Inválidos                   | 94    | 3,96 / 100,00   | 3,30  |
| Total                   | Total                             | 2 371 | 100,00 / 100,00 |       |
| Eleitorado/Participação | Eleitorado/Participação           | 2 892 | 81,98 / 100,00  | 23,79 |

### Coruche
| Partido                 | Partido                           | Votos  | %               | +/-   |
| ----------------------- | --------------------------------- | ------ | --------------- | ----- |
|                         | Aliança Povo Unido                | 8 302  | 47,70 / 100,00  | 3,49  |
|                         | Aliança Democrática               | 4 601  | 26,44 / 100,00  | 8,27  |
|                         | Partido Socialista                | 3 224  | 18,52 / 100,00  | 10,87 |
|                         | Partido Socialista Revolucionário | 213    | 1,22 / 100,00   | 0,91  |
|                         | Outros                            | 569    | 3,28 / 100,00   |       |
| Votos Inválidos         | Votos Inválidos                   | 495    | 2,85 / 100,00   | 1,00  |
| Total                   | Total                             | 17 404 | 100,00 / 100,00 |       |
| Eleitorado/Participação | Eleitorado/Participação           | 19 816 | 87,83 / 100,00  | 1,65  |

### Entroncamento
| Partido                 | Partido                   | Votos | %               | +/-   |
| ----------------------- | ------------------------- | ----- | --------------- | ----- |
|                         | Partido Socialista        | 2 513 | 33,81 / 100,00  | 18,12 |
|                         | Aliança Democrática       | 2 511 | 33,79 / 100,00  | 11,90 |
|                         | Aliança Povo Unido        | 1 661 | 22,35 / 100,00  | 7,92  |
|                         | União Democrática Popular | 272   | 3,66 / 100,00   | 0,73  |
|                         | PCTP/MRPP                 | 78    | 1,05 / 100,00   | 0,72  |
|                         | Outros                    | 215   | 2,89 / 100,00   |       |
| Votos Inválidos         | Votos Inválidos           | 182   | 2,45 / 100,00   | 1,52  |
| Total                   | Total                     | 7 432 | 100,00 / 100,00 |       |
| Eleitorado/Participação | Eleitorado/Participação   | 8 388 | 88,60 / 100,00  | 6,84  |

### Ferreira do Zêzere
| Partido                 | Partido                           | Votos | %               | +/-  |
| ----------------------- | --------------------------------- | ----- | --------------- | ---- |
|                         | Aliança Democrática               | 4 857 | 66,29 / 100,00  | 8,39 |
|                         | Partido Socialista                | 1 276 | 17,42 / 100,00  | 7,12 |
|                         | Aliança Povo Unido                | 283   | 3,86 / 100,00   | 2,17 |
|                         | Partido da Democracia Cristã      | 200   | 2,73 / 100,00   | 1,07 |
|                         | PCTP/MRPP                         | 91    | 1,24 / 100,00   | 0,94 |
|                         | Partido Socialista Revolucionário | 86    | 1,17 / 100,00   | 0,38 |
|                         | Outros                            | 167   | 2,28 / 100,00   |      |
| Votos Inválidos         | Votos Inválidos                   | 367   | 5,00 / 100,00   | 5,17 |
| Total                   | Total                             | 7 327 | 100,00 / 100,00 |      |
| Eleitorado/Participação | Eleitorado/Participação           | 8 798 | 83,28 / 100,00  | 7,92 |

### Golegã
| Partido                 | Partido                      | Votos | %               | +/-   |
| ----------------------- | ---------------------------- | ----- | --------------- | ----- |
|                         | Aliança Povo Unido           | 1 458 | 37,03 / 100,00  | 9,24  |
|                         | Aliança Democrática          | 1 101 | 27,97 / 100,00  | 7,53  |
|                         | Partido Socialista           | 1 013 | 25,73 / 100,00  | 12,43 |
|                         | União Democrática Popular    | 75    | 1,91 / 100,00   | 1,09  |
|                         | PCTP/MRPP                    | 56    | 1,42 / 100,00   | 1,29  |
|                         | Partido da Democracia Cristã | 50    | 1,27 / 100,00   | 0,61  |
|                         | Outros                       | 71    | 1,81 / 100,00   |       |
| Votos Inválidos         | Votos Inválidos              | 113   | 2,87 / 100,00   | 3,35  |
| Total                   | Total                        | 3 937 | 100,00 / 100,00 |       |
| Eleitorado/Participação | Eleitorado/Participação      | 4 446 | 88,55 / 100,00  | 2,11  |

### Mação
| Partido                 | Partido                           | Votos  | %               | +/-  |
| ----------------------- | --------------------------------- | ------ | --------------- | ---- |
|                         | Aliança Democrática               | 4 968  | 58,60 / 100,00  | 6,27 |
|                         | Partido Socialista                | 1 938  | 22,86 / 100,00  | 6,80 |
|                         | Aliança Povo Unido                | 681    | 8,03 / 100,00   | 4,21 |
|                         | Partido da Democracia Cristã      | 140    | 1,65 / 100,00   | 0,62 |
|                         | União Democrática Popular         | 129    | 1,52 / 100,00   | 0,76 |
|                         | Partido Socialista Revolucionário | 112    | 1,32 / 100,00   | 0,84 |
|                         | Outros                            | 217    | 2,56 / 100,00   |      |
| Votos Inválidos         | Votos Inválidos                   | 293    | 3,46 / 100,00   | 3,59 |
| Total                   | Total                             | 8 478  | 100,00 / 100,00 |      |
| Eleitorado/Participação | Eleitorado/Participação           | 10 068 | 84,21 / 100,00  | 3,62 |

### Ourém
| Partido                 | Partido                      | Votos  | %               | +/-  |
| ----------------------- | ---------------------------- | ------ | --------------- | ---- |
|                         | Aliança Democrática          | 18 749 | 76,45 / 100,00  | 1,10 |
|                         | Partido Socialista           | 2 940  | 11,99 / 100,00  | 1,42 |
|                         | Partido da Democracia Cristã | 670    | 2,73 / 100,00   | 1,92 |
|                         | Aliança Povo Unido           | 623    | 2,54 / 100,00   | 1,62 |
|                         | União Democrática Popular    | 317    | 1,29 / 100,00   | 0,20 |
|                         | Outros                       | 536    | 2,19 / 100,00   |      |
| Votos Inválidos         | Votos Inválidos              | 691    | 2,81 / 100,00   | 1,51 |
| Total                   | Total                        | 24 526 | 100,00 / 100,00 |      |
| Eleitorado/Participação | Eleitorado/Participação      | 27 988 | 87,63 / 100,00  | 7,22 |

### Rio Maior
| Partido                 | Partido                      | Votos  | %               | +/-  |
| ----------------------- | ---------------------------- | ------ | --------------- | ---- |
|                         | Aliança Democrática          | 7 672  | 59,55 / 100,00  | 0,09 |
|                         | Partido Socialista           | 3 342  | 25,94 / 100,00  | 4,28 |
|                         | Aliança Povo Unido           | 878    | 6,81 / 100,00   | 3,59 |
|                         | Partido da Democracia Cristã | 228    | 1,77 / 100,00   | 1,12 |
|                         | União Democrática Popular    | 129    | 1,00 / 100,00   | 0,38 |
|                         | Outros                       | 332    | 2,58 / 100,00   |      |
| Votos Inválidos         | Votos Inválidos              | 303    | 2,36 / 100,00   | 0,54 |
| Total                   | Total                        | 12 884 | 100,00 / 100,00 |      |
| Eleitorado/Participação | Eleitorado/Participação      | 14 625 | 88,10 / 100,00  | 3,18 |

### Salvaterra de Magos
| Partido                 | Partido                           | Votos  | %               | +/-   |
| ----------------------- | --------------------------------- | ------ | --------------- | ----- |
|                         | Partido Socialista                | 3 928  | 35,63 / 100,00  | 14,80 |
|                         | Aliança Povo Unido                | 3 754  | 34,05 / 100,00  | 13,33 |
|                         | Aliança Democrática               | 2 338  | 21,21 / 100,00  | 7,62  |
|                         | União Democrática Popular         | 164    | 1,49 / 100,00   | 0,62  |
|                         | Partido Socialista Revolucionário | 143    | 1,30 / 100,00   | 0,90  |
|                         | PCTP/MRPP                         | 120    | 1,09 / 100,00   | 0,31  |
|                         | Outros                            | 210    | 1,90 / 100,00   |       |
| Votos Inválidos         | Votos Inválidos                   | 368    | 3,33 / 100,00   | 7,90  |
| Total                   | Total                             | 11 025 | 100,00 / 100,00 |       |
| Eleitorado/Participação | Eleitorado/Participação           | 13 088 | 84,24 / 100,00  | 5,23  |

### Santarém
| Partido                 | Partido                      | Votos  | %               | +/-   |
| ----------------------- | ---------------------------- | ------ | --------------- | ----- |
|                         | Aliança Democrática          | 16 255 | 39,05 / 100,00  | 6,88  |
|                         | Partido Socialista           | 13 329 | 32,02 / 100,00  | 10,87 |
|                         | Aliança Povo Unido           | 8 271  | 19,87 / 100,00  | 5,19  |
|                         | União Democrática Popular    | 728    | 1,75 / 100,00   | 0,15  |
|                         | Partido da Democracia Cristã | 495    | 1,19 / 100,00   | 0,71  |
|                         | Outros                       | 1 395  | 3,35 / 100,00   |       |
| Votos Inválidos         | Votos Inválidos              | 1 157  | 2,78 / 100,00   | 1,99  |
| Total                   | Total                        | 41 630 | 100,00 / 100,00 |       |
| Eleitorado/Participação | Eleitorado/Participação      | 48 032 | 86,67 / 100,00  | 3,16  |

### Sardoal
| Partido                 | Partido                      | Votos | %               | +/-  |
| ----------------------- | ---------------------------- | ----- | --------------- | ---- |
|                         | Aliança Democrática          | 1 671 | 51,05 / 100,00  | 4,46 |
|                         | Partido Socialista           | 861   | 26,31 / 100,00  | 8,83 |
|                         | Aliança Povo Unido           | 311   | 9,50 / 100,00   | 4,32 |
|                         | União Democrática Popular    | 71    | 2,17 / 100,00   | 1,21 |
|                         | Partido da Democracia Cristã | 62    | 1,89 / 100,00   | 0,48 |
|                         | Outros                       | 105   | 3,21 / 100,00   |      |
| Votos Inválidos         | Votos Inválidos              | 192   | 5,86 / 100,00   | 0,92 |
| Total                   | Total                        | 3 273 | 100,00 / 100,00 |      |
| Eleitorado/Participação | Eleitorado/Participação      | 3 810 | 85,91 / 100,00  | 2,13 |

### Tomar
| Partido                 | Partido                      | Votos  | %               | +/-  |
| ----------------------- | ---------------------------- | ------ | --------------- | ---- |
|                         | Aliança Democrática          | 14 671 | 51,00 / 100,00  | 9,81 |
|                         | Partido Socialista           | 8 064  | 28,03 / 100,00  | 9,94 |
|                         | Aliança Povo Unido           | 2 773  | 9,64 / 100,00   | 3,75 |
|                         | União Democrática Popular    | 803    | 2,79 / 100,00   | 0,28 |
|                         | Partido da Democracia Cristã | 478    | 1,66 / 100,00   | 0,56 |
|                         | Outros                       | 865    | 3,02 / 100,00   |      |
| Votos Inválidos         | Votos Inválidos              | 1 113  | 3,87 / 100,00   | 4,13 |
| Total                   | Total                        | 28 767 | 100,00 / 100,00 |      |
| Eleitorado/Participação | Eleitorado/Participação      | 33 660 | 85,46 / 100,00  | 5,74 |

### Torres Novas
| Partido                 | Partido                           | Votos  | %               | +/-   |
| ----------------------- | --------------------------------- | ------ | --------------- | ----- |
|                         | Aliança Democrática               | 9 212  | 39,56 / 100,00  | 7,89  |
|                         | Partido Socialista                | 6 215  | 26,69 / 100,00  | 14,17 |
|                         | Aliança Povo Unido                | 4 981  | 21,39 / 100,00  | 7,58  |
|                         | União Democrática Popular         | 670    | 2,88 / 100,00   | 0,53  |
|                         | Partido da Democracia Cristã      | 416    | 1,79 / 100,00   | 1,09  |
|                         | Partido Socialista Revolucionário | 265    | 1,14 / 100,00   | 0,69  |
|                         | PCTP/MRPP                         | 250    | 1,07 / 100,00   | 0,40  |
|                         | Outros                            | 418    | 1,79 / 100,00   |       |
| Votos Inválidos         | Votos Inválidos                   | 858    | 3,69 / 100,00   | 2,83  |
| Total                   | Total                             | 23 285 | 100,00 / 100,00 |       |
| Eleitorado/Participação | Eleitorado/Participação           | 27 456 | 84,81 / 100,00  | 3,83  |

### Vila Nova da Barquinha
| Partido                 | Partido                      | Votos | %               | +/-   |
| ----------------------- | ---------------------------- | ----- | --------------- | ----- |
|                         | Aliança Democrática          | 1 731 | 34,89 / 100,00  | 10,89 |
|                         | Partido Socialista           | 1 726 | 34,78 / 100,00  | 15,34 |
|                         | Aliança Povo Unido           | 921   | 18,56 / 100,00  | 5,86  |
|                         | União Democrática Popular    | 161   | 3,24 / 100,00   | 1,21  |
|                         | Partido da Democracia Cristã | 68    | 1,37 / 100,00   | 0,77  |
|                         | PCTP/MRPP                    | 50    | 1,01 / 100,00   | 0,13  |
|                         | Outros                       | 113   | 2,28 / 100,00   |       |
| Votos Inválidos         | Votos Inválidos              | 192   | 3,87 / 100,00   | 2,21  |
| Total                   | Total                        | 4 962 | 100,00 / 100,00 |       |
| Eleitorado/Participação | Eleitorado/Participação      | 5 656 | 87,73 / 100,00  | 25,13 |